# Ван Рейтховен, Тим
Тим ван Рейтховен (нидерл. Tim van Rijthoven; род. 24 апреля 1997, Розендал, Северный Брабант) — нидерландский профессиональный теннисист. Победитель одного турнира ATP в одиночном разряде.

## Общая биография
Отец - Вермаас, мать - Мариеке; есть два брата - Макс и Сэм.
Тим начал играть в теннис в 7 лет. Любимое покрытие - трава,  любимый турнир - Открытый чемпионат Роттердама. Кумиром в мире тенниса в детстве был Роджер Федерер. Болельщик футбольного клуба Аякс. 

## Спортивная карьера

### Начало карьеры
Первых весомых успехов Тим достиг на Уимблдонском турнире 2014 года среди юниоров, дойдя до четвертьфинала в одиночном и полуфинала в парном разрядах. В 2015 году он достиг своего лучшего 13 места в юниорском рейтинге. 
Дебютировал на уровне ATP тура на Открытом чемпионате Уинстон-Сейлема 2016 года в качестве лаки-лузера, где в первом раунде проиграл чеху Иржи Весёлому - 6-3, 3-6, 3-6.

### 2021-2022: Первый титул ATP, дебют на турнирах Большого шлема
Первого финала на уровне ATP Challenger достиг  на турнире в Сеговии 2021 года, проиграв Бенжамену Бонзи в трёхсетовом поединке. В феврале 2022 он во второй раз смог пройти путь до финала ATP Challenger в Форли, но на этот раз с квалификации. В финальном матче игра у Тима не задалась, и он разгромно проиграл британцу Джеку Дрейперу - 1-6, 2-6.
На момент турнира в Хертогенбосе Рейтховен занимал 205-ю позицию в мировом рейтинге и получил уайлд-кард от организаторов. В первом раунде он победил Мэттью Эбдена - будущего чемпиона Уимблдона в парном разряде. Во втором круге переиграл 3-го сеяного - 14-ю ракетку мира Тейлора Фрица - 6-7(9), 7-5, 6-4. Тим впервые вышел в четвертьфинал турнира на уровне ATP. В четвертьфинале встречался с французом Юго Гастоном, которого обыграл в двух сетах. В полуфинале его соперником оказался 2-й сеяный - 9-я ракетка мира Феликс Оже-Альяссим. В конечном итоге Рейтховен оказался сильнее канадца - 6-3, 1-6, 7-6(5). Эта была его первая победа над игроком из топ-10 и первый финал ATP 250 в карьере. Вторая ракетка мира, россиянин Даниил Медведев, не смог создать проблем Тиму в финале  - 6-4, 6-1. Он стал самым низкорейтинговым победителем турнира ATP в 2022 году. Благодаря прекрасному выступлению он смог прибавить 99 позиций в рейтинге и стать 106-й ракеткой мира. 
Дебютировал на Уимблдонском турнире, где получил уайлд-кард за свой турнир в Хертогенбосе. В своём дебютном матче победил аргентинца Федерико Дельбониса. Во втором круге обыграл 15-го сеяного турнира Райли Опелку. В третьем раунде легко переиграл 22-го сеяного Николоза Басилашвили - 6-4, 6-3, 6-4. В 1/8 финала ему попался шестикратный и действующий чемпион Уимблдонского турнира, первая ракетка мира - Новак Джокович. Тим проиграл будущему чемпиону Уимблдона в четырёх сетах.
Из-за травмы нидерландец не играл вплоть до своего дебюта на Открытом чемпионате США. В первом раунде он победил Чжана Чжичжэня, прошедшего квалификацию. В следующем раунде он проиграл будущему финалисту Касперу Рууду в четырёх сетах.

### 2023-2025: Потеря формы, возвращение в ATP Тур и завершение карьеры
Свой последний матч сезона 2023 года он сыграл в феврале на домашнем турнире в Роттердаме в качестве обладателя уайлд-карда, где проиграл Максиму Кресси.
В начале июня 2024 года было объявлено, что Рейтховен получил уайлд-кард и вернется на турнире в  Хертогенбосе, где он выиграл 2 года назад. В первом круге он проиграл Зизу Бергсу со счётом 4-6, 3-6.
В июле 2025 года Тим ван Рейтховен объявил о своем уходе из профессионального тенниса в возрасте 28 лет из-за хронической травмы локтя.

## Рейтинг на конец года
| Год  | Одиночный рейтинг | Парный рейтинг |
| 2024 |                   |                |
| 2023 | 874               |                |
| 2022 | 111               | 540            |
| 2021 | 261               | 263            |
| 2020 | 344               | 593            |
| 2019 | 291               | 550            |
| 2018 | 412               |                |
| 2017 |                   |                |
| 2016 | 381               | 334            |
| 2015 | 591               |                |

## Выступления на турнирах

### Финалы турнировATPв одиночном разряде (1)

#### Победы (1)
| Легенда                     |
| --------------------------- |
| Турниры Большого шлема (0)* |
| Итоговый турнир ATP (0)     |
| ATP Мастерс 1000 (0)        |
| АТР 500 (0)                 |
| АТР 250 (1)                 |

| Титулы по покрытиям | Титулы по месту проведения матчей турнира |
| ------------------- | ----------------------------------------- |
| Хард (0)*           | Зал (0)                                   |
| Грунт (0)           | Зал (0)                                   |
| Трава (1)           | Открытый воздух (1)                       |
| Ковёр (0)           | Открытый воздух (1)                       |

* количество побед в одиночном разряде.
| №  | Дата         | Турнир                  | Покрытие | Соперник в финале | Счёт    |
| 1. | 12 июня 2022 | Хертогенбос, Нидерланды | Трава    | Даниил Медведев   | 6-4 6-1 |

### Финалы челленджеров и фьючерсов в одиночном разряде (15)

#### Победы (8)
| Титулы             |
| Челленджеры (0+3)* |
| Фьючерсы (8)       |

| Титулы по покрытиям | Титулы по месту проведения матчей турнира |
| ------------------- | ----------------------------------------- |
| Хард (6+2)*         | Зал (2+1)                                 |
| Грунт (2+1)         | Зал (2+1)                                 |
| Трава (0)           | Открытый воздух (6+2)                     |
| Ковёр (0)           | Открытый воздух (6+2)                     |

* количество побед в одиночном разряде + количество побед в парном разряде.
| №  | Дата            | Турнир                    | Покрытие  | Соперник в финале   | Счёт           |
| 1. | 11 октября 2015 | Анталья, Турция           | Хард      | Рамкумар Раманатхан | 6-3 4-6 6-4    |
| 2. | 15 ноября 2015  | Ираклион, Греция          | Хард      | Августин Гонсалес   | 4-6 6-3 7-5    |
| 3. | 4 февраля 2018  | Палм-Кост, США            | Грунт     | Максим Шазаль       | 6-4 6-4        |
| 4. | 15 июля 2018    | Амстелвен, Нидерланды     | Грунт     | Зидан Понтьодикромо | 6-2 6-4        |
| 5. | 16 февраля 2019 | Барнстапл, Великобритания | Хард(зал) | Данил Калиниченко   | 7-6(5) 3-6 6-1 |
| 6. | 28 апреля 2019  | Андиджан, Узбекистан      | Хард      | Константин Кравчук  | 6-3 6-7(5) 6-3 |
| 7. | 5 мая 2019      | Наманган, Узбекистан      | Хард      | Роман Сафиуллин     | 6-7(5) 7-5 6-4 |
| 8. | 4 апреля 2021   | Биль, Швейцария           | Хард(зал) | Иржи Легечка        | 6-2 6-1        |

#### Поражения (7)
| №  | Дата            | Турнир           | Покрытие  | Соперник в финале   | Счёт            |
| 1. | 8 ноября 2015   | Ираклион, Греция | Хард      | Эрик Джеймс Джонсон | 4-6 6-4 4-6     |
| 2. | 6 марта 2016    | Гатино, Канада   | Хард      | Алекс Кузнецов      | 5-7 3-6         |
| 3. | 24 апреля 2016  | Пула, Италия     | Грунт     | Лорен Локоли        | 3-6 2-6         |
| 4. | 4 сентября 2016 | Калгари, Канада  | Хард      | Брэйден Шнур        | 3-6 6-3 3-6     |
| 5. | 23 марта 2019   | Манама, Бахрейн  | Хард      | Томаш Махач         | 3-6 3-6         |
| 6. | 1 августа 2021  | Сеговия, Испания | Хард      | Бенжамен Бонзи      | 6-7(10) 6-3 4-6 |
| 7. | 20 февраля 2022 | Форли, Италия    | Хард(зал) | Джек Дрейпер        | 1-6 2-6         |

### Финалы челленджеров и фьючерсов в парном разряде (4)

#### Победы (3)
| №  | Дата             | Турнир              | Покрытие  | Партнёр        | Соперники в финале                 | Счёт              |
| 1. | 30 мая 2021      | Оэйраш, Португалия  | Грунт     | Йеспер де Йонг | Юлиан Ленц Роберто Квирос          | 6-1 7-6(3)        |
| 2. | 25 июля 2021     | Пособланко, Испания | Хард      | Игорь Сейслинг | Диего Идальго Серхио Мартос Хорнес | 5-7 7-6(4) [10-5] |
| 3. | 19 сентября 2021 | Ренн, Франция       | Хард(зал) | Барт Стивенс   | Марек Генгель Томаш Махач          | 6-7(2) 7-5 [10-3] |

#### Поражения (1)
| №  | Дата         | Турнир                  | Покрытие | Партнёр         | Соперники в финале           | Счёт            |
| 1. | 31 июля 2016 | Схевенинген, Нидерланды | Грунт    | Таллон Грикспор | Уэсли Колхоф Матве Мидделкоп | 1-6 6-3 [11-13] |

## Победы над теннисистами из топ-10
По состоянию на 8 июля 2025 года
- У Рейтховена рекорд 2-2 против игроков, которые на момент проведения матча входили в топ-10.

| Сезон | 2016 | 2017 | 2018 | 2019 | 2020 | 2021 | 2022 | 2023 | 2024 | 2025 | Всего |
| Побед | 0    | 0    | 0    | 0    | 0    | 0    | 2    | 0    | 0    | 0    | 2     |

| №    | Игрок               | Рейтинг | Турнир                  | Покрытие | Этап       | Счёт             | Рейтинг Рейтховена |
| ---- | ------------------- | ------- | ----------------------- | -------- | ---------- | ---------------- | ------------------ |
| 2022 |                     |         |                         |          |            |                  |                    |
| 1.   | Феликс Оже-Альяссим | 9       | Хертогенбос, Нидерланды | Трава    | 1/2 Финала | 6-3, 1-6, 7-6(5) | 205                |
| 2.   | Даниил Медведев     | 2       | Хертогенбос, Нидерланды | Трава    | Финал      | 6-4, 6-1         | 205                |